# Bombo (Tanzania)
Bombo è una circoscrizione rurale (rural ward) della Tanzania situata nel distretto di Same, regione del Kilimangiaro. Conta una popolazione di 5 530 abitanti (censimento 2012).